# Рязанкин, Александр Викторович
Александр Викторович Рязанкин (род. 21 июля 1949, Коломна, Московская область) — советский гребец. Мастер спорта СССР международного класса.
Представлял спортивное общество «Труд» (Коломна). Учился в Коломенском педагогическом институте.
Трёхкратный чемпион СССР в составе восьмёрки (1970, 1972, 1973).
На чемпионате мира 1970 года в Канаде в составе восьмёрки с рулевым стал серебряным призёром.
Участник Олимпийских игр 1972 года в Мюнхене (четвёртое место).
Бронзовый призёр чемпионата Европы 1973 года в Москве в составе восьмёрки с рулевым.
В 1974 году прекратил выступать из-за болезни.